# 陸栄廷
陸 栄廷（りく えいてい）は、清末民初の軍人・政治家。チワン族（壮族）。桂軍（広西軍、広西派）の創始者、指導者。後の李宗仁らの桂軍を新広西派（新桂系）と呼ぶのに対し、陸栄廷の桂軍は旧広西派（旧桂系）と呼ばれる。中華民国の初代広西都督。元の名は亜宗（亜宋との説もある）。字は幹卿。

## 事績

### 清末の事跡
陸栄廷は貧農の出身で、少年時代は生計を立てることもできず、ついには盗賊や会党の一員として活動した。1882年（光緒8年）、水口関の清軍に投降する一方で、現地の会党である「三点会」にも加わっている。1884年（光緒10年）に勃発した清仏戦争（中仏戦争）には清の正規軍に加わって戦った。しかし終戦後、正規軍から除隊され、再び盗賊の生活に戻っている。陸は、主にフランス軍を相手に活動したことから、現地の民衆からは慕われたという。
1894年（光緒20年）、陸栄廷は広西提督蘇元春の招撫に応じて、管帯の職を与えられる。これ以後の陸は、清朝の正規軍として活動した。1903年（光緒29年）から1905年（光緒31年）にかけて広西省で発生した会党の大規模な蜂起の鎮圧に従事する。1904年（光緒30年）冬、両広総督岑春煊から、広西辺防軍「栄字営」統領に任命され、約4千人の部隊を統括した。これが、後の桂軍の中核部隊となる。
1907年（光緒33年）12月、陸栄廷は竜済光らとともに、孫文らが引き起こした鎮南関蜂起を鎮圧した。この軍功により右江鎮総兵に昇進（後に左江鎮総兵に異動）している。1909年（宣統元年）、広西防督弁に昇進した。1911年（宣統3年）6月、広西提督であった竜の後任として、陸は広西提督に就いている。

### 両広の統治者へ
同年11月7日に、広西巡撫沈秉堃が武昌起義に呼応する形で広西省の独立を宣言し、広西軍政府を樹立した。この時、沈が軍政府都督となり、布政使王芝祥と提督陸栄廷は副都督となった。まもなく、沈と王は広西省を離れたため、陸が広西省の実権を握った。過去の経緯から、中国同盟会など革命派との関係は悪く、陸はこれを鎮圧して省政の主導権を握り、また桂軍を確立した。
1912年（民国元年）2月8日、袁世凱から正式に広西都督に任命されている。1913年（民国2年）の二次革命（第二革命）では、袁世凱を支持し、省内で蜂起した革命派を鎮圧した。1914年（民国3年）に寧武将軍、翌年には耀武上将軍に任命されている。
しかし、雲南省の蔡鍔・唐継尭らが護国戦争を発動すると、陸栄廷は密かに反袁世凱の動きを準備し、袁世凱の宿敵と言うべき岑春煊を密かに招き入れた。そして1916年（民国5年）3月15日、陸は広西省の独立を宣言して、護国軍側に参加した。この急激な姿勢転換の理由について、ある論者は、護国軍支持の世論への配慮だけではなく、広東都督竜済光を優遇する袁への姿勢への不満や、広東への勢力拡大の意図などを指摘している。いずれにしても、陸の独立は袁にとって強烈な打撃となったことは否定できず、その1週間後の3月22日に、皇帝即位を取り消した。
陸栄廷自身の軍は湖南省へ進軍し、莫栄新らの桂軍は広東省へ進攻した。これにより、広東の竜済光も4月6日に反袁世凱の独立宣言を迫られている。袁が6月6日に病死すると、竜は独立を取り消して、再び北京政府側についた。しかし、陸の桂軍は李烈鈞率いる護国軍と挟撃する形で竜への攻撃を継続し、最終的に竜は海南島へ逃走した。同年10月、陸は広州入りし、広東督軍に就任した。1917年（民国6年）4月には、陸は北京を訪問し、黎元洪から両広巡閲使に任命され、広東・広西両省の管轄権を認められた。

### 護法軍政府での政争
同年、孫文が護法戦争を発動すると、陸栄廷は南方政府の重鎮としてこれを支持した。9月、孫文が広州で護法軍政府を組織して大元帥となると、陸は雲南省の唐継尭とともに元帥に選出された。しかし陸・唐は、孫文の下風に立つことを拒み、就任しなかった。次に、1918年（民国7年）5月に軍政府が改組され、孫、陸、唐ら7人の総裁による集団指導体制になると、陸・唐は総裁就任に応じた。同年8月には、陸が擁立する岑春煊が主席総裁となり、陸率いる桂軍が護法軍政府で主導権を握った。岑と陸は「南北和平」を唱えて、北京政府（特に直隷派）との交渉を進めようとした。
ところが、岑春煊・陸栄廷による権力独占や北京政府との融和の姿勢に反発して、孫文、唐紹儀、唐継尭、伍廷芳など他の総裁は敵対的姿勢をとるようになる。さらに、陸栄廷による広東支配は広東人の反感を次第に高めていく。ついに民国9年（1920年）7月、孫らを支持する陳炯明が率いる粤軍（広東軍）が、陸・岑への攻撃を開始した。同年10月、岑は追い詰められて下野し、11月までに桂軍は広東を駆逐され広西に撤退した。

### 再起ならず
陸栄廷はそれでも広東支配をあきらめず、北京政府の支援を受けて広東への再進攻を画策した。しかし1921年（民国10年）6月から、孫文の「援桂」の指示を受けた陳炯明が粤軍を率いて広西省へ逆進攻してくる。7月に、陸の腹心である広西辺防軍第2路総司令沈鴻英が、孫文陣営への寝返りを宣言する。ついに陸は南寧で下野を宣言し、9月末には最後の拠点竜州も喪失し、上海へ逃走した。
その後、陳炯明が孫文と決裂した間隙を突く形で、1923年（民国12年）11月、陸栄廷は北京政府から広西全省善後督弁に任命されて南寧入りし、再び広西省の統治者となった。しかし、省内を完全掌握した状況にはなく、沈鴻英の勢力と李宗仁・白崇禧・黄紹竑率いる新広西派（新桂系）とが陸に対抗していた。
この3勢力鼎立の中で、最強の陸栄廷に対抗するため、沈鴻英と新広西派が事実上の連合を形成する。1924年（民国13年）4月、桂林に進軍してきた陸を沈が包囲・攻撃した。その包囲戦の間の6月、新広西派は手薄となった南寧を占領し、陸はさらに追い込まれてしまう。8月、陸は桂林を棄てて全州に退却し、桂林は沈によって占領されてしまった。そして9月、沈の追撃を受けて全州も失い、広西省から駆逐された陸は湖南省永州に逃げ込んだ。結局10月9日、陸は永州で下野を宣言したのである。
以後、陸栄廷は政界に返り咲くことなく、1928年（民国17年）11月6日、上海で死去した。享年70（満69歳）。

### 陸栄廷に対する評価
陸栄廷を最終的に駆逐した新広西派の指導者たちではあったが、陸本人に対しては、卑賤から身を起こして広西の統治者となった成功譚や広西省に近代化をもたらした功績などもあり、必ずしも悪感情を抱いていなかった。例えば李宗仁は、「大悪人」の沈鴻英と一時的に同盟して、陸を先に攻撃したことについて、李自身ですら心情的には穏やかなものではなかった、と述べている。また、当時の広西省内の人士たちも、陸に対する感情はさして悪いものではなかったと証言している。

## 注
1. ↑  Who's Who in China 3rd ed.,p.574は1856年としている。
2. ↑  黄宗炎「陸栄廷」謝本書主編『西南十軍閥』上海人民出版社、1993年、53-55頁。
3. ↑  以上、莫済杰・陳福林主編 『新桂系史 第1巻』、59-74頁；黄宗炎「陸栄廷」謝本書主編『西南十軍閥』、76頁。なお陸の下野時期については、全州で9月23日、とする説もある（李宗一「陸栄廷」『民国人物伝 第1巻』、196-197頁など）。しかし10月9日説の方が、『申報』1924年10月23日記事、黄紹竑の回顧録『五十回憶』等の裏づけがあるため、有力である。
4. ↑  『李宗仁回憶録』143頁。